# البحرين في الألعاب الأولمبية الصيفية 1992
نافست البحرين في دورة الألعاب الأولمبية الصيفية 1992 في برشلونة بإسبانيا.

## النتائج حسب الحدث

### ألعاب القوى
- 100 متر: خالد جمعة جمعة - 10.80 - لم يتأهل.
- 5000 متر: عبد الله الدوسري - 14:23.07 - لم يتأهل.
- 10000 متر: عبد الله الدوسري - لم ينهي السابق - لم يتأهل.
- الماراثون: علي سعد مبارك - 2:39.19 - المركز التاسع والسبعون.
- 110 متر حواجز: خالد عبد الله عبدان - 51.41 - لم يتأهل.
- رمي الرمح: أحمد نصيف - 55.24 متر - لم يتأهل.
- رمي المطرقة: راشد العميري - 56.08 متر - لم يتأهل.